# Internetový časopis
Internetový časopis, též online magazín nebo zkráceně e-zin (z „elektronického magazínu“), je časopis, který je dostupný čtenářům on-line prostřednictvím internetu.

## Vývoj a obsah
Internetové časopisy vznikly spojením tištěných a internetových medií. Jejich hlavním rozdílem oproti klasickým tištěným časopisům je interaktivnost a takřka neomezený obsah, který je limitován pouze datovou kapacitou. K prohlížení internetových časopisů je zapotřebí připojení k internetu a často také aktuální verze flash playeru.
Co se obsahové stánky týče, nabízí možnosti využití vizuálních i audiovizuálních prvků, a dovoluje tudíž články prokládat různými videi, zvukovými soubory nebo aplikacemi. Čtenáři je tak možné poskytnout nejen textovou část, ale např. k recenzi nového automobilu připojit i videozáznam z testovací jízdy, popř. záznam zvuku motoru pří zvýšených otáčkách.